# Little King
The Little King (No Brasil O Reizinho) é uma tira de jornal, criada pelo cartunista estadunidense Otto Soglow, que tem como personagem principal um rei que não fala (para os leitores pois para os súditos a comunicação se dá normalmente). É mais um personagem que explora o estilo  pantomímico, assim como o Pinduca, com imagens sem os tradicionais balões de texto.No Brasil, o personagem teve revista em quadrinhos própria, lançada pela Rio Gráfica e que circulou entre 1959-1963.

## História da publicação
A tira apareceu pela primeira vez nos EUA em 1931 na revista The New Yorker. Em 1933 surgiu uma revista em quadrinhos com o personagem. Foi adaptado para uma série de desenhos animados realizados pela Van Beuren Studios, produzida entre 1933-1934. Pressionado por  William Randolph Hearst que queria distribuir a tira pela King Features Syndicate, Soglow continuou com seu contrato com o  The New Yorker. Quase ao término deste contrato, Soglow produziu para a agência de Hearst a tira The Ambassador (O Embaixador). Em 9 de setembro de 1934, a tira do Reizinho passou para a King Features, agora como  página dominical.
Otto Soglow foi premiado em 1966 pela National Cartoonists Society por seu trabalho. Ele continuou a produzir a tira até a sua morte, que ocorreu em 1975.

## Desenhos Animados
Os desenhos realizados pelo Van Beuren Studios foram os seguintes:
1933
- A.M. To P.M. (Parte de Aesop's Fables Series)
- A Dizzy Day (Parte de Aesop's Fables Series)
- The Fatal Note
- Marching Along
- On The Pan
- Pals (também conhecido como Christmas Night)

1934
- Jest Of Honor
- Jolly Good Felons
- Sultan Pepper
- A Royal Good Time
- Art For Art's Sake
- Cactus King

1936
- Betty Boop and The Little King (Produzido por Fleischer Studio)